# 267
267是266與268之間的自然數。

## 在數學中
- 合數，正因數有1、3、89和267。
質因數分解為{\displaystyle 3\times 89}。
- 虧數，真因數和為93，虧度為174。
- 不尋常數，大於平方根的質因數為89。
- 第86個半質數。前一個為265、下一個為274。
- 無平方數因數的數。
- 十进制的等數位數。
- 無平方數因數的數
- 幸運數

## 在人類文化中
- 宜蘭縣大同鄉的郵遞區號為267
- 波札那的國際電話區號為267
- 賓夕法尼亞州的部分地區北美洲電話區號為267
- 1954年，第1屆「全日本汽車展覽」共展出267輛汽車
- 比薩斜塔自1550年至1817年相隔267年，傾斜僅增加了5厘米
- 2004年12月28日美國電影藝術與科學學會選出了267部2004年出品的電影，列為奧斯卡最佳影片獎的遺珠之憾
- SH-3海王直昇機最大速度為267公里／小時
- 密西根州議會大廈自地面到圓頂頂端的總高為267英尺

## 在科學中
- 查理定律在1787年，雅克·查理得出：

當壓力維持一定時，定量氣體溫度每升高（或降低）1 ℃，其體積會增加（或減少）其在 0℃時體積的 1／267（後來修正為1／273.15）

## 在天文中
- 天衛二的遠星點為267000公里
- NGC 267 是杜鵑座的一個星系

## 在其他領域中
- 西元267年和前267年